# Brachymeles vermis
Brachymeles vermis — вид сцинкоподібних ящірок родини сцинкових (Scincidae). Ендемік Філіппін.

## Поширення і екологія
Brachymeles vermis мешкають на островах Холо, Бутініан, Бубуан, Лапак, Папахаг і Таві-Таві в архіпелазі Сулу. Вони живуть у вологих тропічних лісах, серед опалого листя.

## Збереження
МСОП класифікує цей вид як такий, що перебуває під загрозою зникнення. Diploderma luei загрожує знищення природного середовища. 